# Buitinga wataita
Buitinga wataita – gatunek pająka z rodziny nasosznikowatych.
Gatunek ten opisany został w 2012 roku przez Bernharda Hubera i Charlesa Warui.
U holotypowego samca długość ciała wynosi 3,4 mm, a długość pierwszego odnóża: 27 mm. Prosoma jest ubarwiona jasnobiaławo z czarnymi brzegami bocznymi sternum i czarnym wzorem na karapaksie, obejmującym nadustek i okolicę oczną. U samców na karapaksie występuje mały stożek środkowy, nieobecny u samic. Szczękoczułki samca wyposażone są w apofizy proksymalno-boczne, apofizy frontalne i parę małych apofiz proksymalnych. Odnóża ochrowożółte z ciemnymi obrączkami na udach i goleniach. Nogogłaszczki samca mają apofizy w części tylno-boczno-brzusznej biodra i krętarza, silnie wygięty ku udu procursus oraz szczypcokształtną apofizę i mały stożek na bulbusie. Opistosoma jest jasnoszara z czarnym wzorem.
Pająk znany wyłącznie z Taita Hills w południowo-wschodniej Kenii.